# Cochliopa
Cochliopa is een geslacht van weekdieren uit de klasse van de Gastropoda (slakken).

## Soorten
- Cochliopa diazensis Morrison, 1946
- Cochliopa joseana Morrison, 1946
- Cochliopa perforata Thompson & Hershler, 1991
- Cochliopa rowelli (Tryon, 1863)